# Licht Und Schatten - Best Of 2000 - 2014
Licht Und Schatten - Best Of 2000 - 2014 è la prima raccolta dei Saltatio Mortis, pubblicata il 17 giugno 2016.
Contiene 25 tracce, 22 estratte dai 9 album pubblicati tra il 2000 ed il 2014 e 3 nuove tracce inedite: Schöne neue Welt, Fatum e Weiß wie Schnee.

## Tracce
Cd 1
1. Früher war alles besser (Version 2016) (da Das Schwarze Einmaleins, 2013) - 3:57
2. Prometheus (Version 2016) (da Aus der Asche, 2007) - 4:30
3. Habgier und Tod (Version 2016) (da Sturm aufs Paradies, 2011) - 3:38
4. Wachstum über alles (Version 2016) (da Das Schwarze Einmaleins, 2013) - 3:41
5. Hochzeitstanz (Version 2016) (da Sturm aufs Paradies, 2011) - 4:21
6. Nichts bleibt mehr (Version 2016) (da Aus der Asche, 2007) - 3:32
7. Satans Fall (Version 2016) (da Das Schwarze Einmaleins, 2013) - 3:58
8. Salome (Version 2016) (da Wer Wind Sæt, 2009) - 4:57
9. Sündenfall (Version 2016) (da Sturm aufs Paradies, 2011) - 3:23
10. Ebenbild (Version 2016) (da Wer Wind Sæt, 2009) - 5:13
11. Tritt ein (Version 2016) (da Des Königs Henker, 2005) - 4:04
12. Falsche Freunde (Version 2016) (variante rock da Aus der Asche, 2007) - 4:14
13. Spielmannsschwur (Version 2016) (da Aus der Asche, 2007) - 3:22

Cd 2
1. Ode an die Feindschaft (Version 2016) (da Sturm aufs Paradies, 2011) - 3:23
2. Idol (Version 2016) (da Das Schwarze Einmaleins, 2013) - 4:24
3. Krieg kennt keine Sieger (Version 2016) (da Das Schwarze Einmaleins, 2013) - 3:46
4. Eulenspiegel (Version 2016) (da Sturm aufs Paradies, 2011) - 3:43
5. Schloss Duwisib (Version 2016) (da Das Schwarze Einmaleins, 2013) - 3:21
6. Freiheit (Version 2016) (da Wer Wind Sæt, 2009) - 4:08
7. Salz der Erde (Version 2016) (da Des Königs Henker, 2005) - 3:38
8. Koma (Version 2016) (da Aus der Asche, 2007) - 4:07
9. Letzte Worte (Version 2016) (da Wer Wind Sæt, 2009) - 4:30
10. Schöne neue Welt (Bonus Track) - 3:47
11. Fatum (Bonus Track) - 4:32
12. Weiß wie Schnee (Bonus Track) - 4:04

## Formazione
- Alea der Bescheidene - voce, cornamusa, ciaramella, arpa, Didgeridoo, bouzouki irlandese, chitarra
- Lasterbalk der Lästerliche - batteria, tamburi turchi, tamburi, timpani, percussioni, programmazione
- Till Promill - chitarra
- Jean Méchant der Tambour - batteria, percussioni
- Falk Irmenfried von Hasen-Mümmelstein - voce, cornamusa, ciaramella, ghironda
- Luzi Das-L - cornamusa, ciaramella, tromba marina, bouzouki
- El Silbador - cornamusa, ciaramella, uilleann pipes, low whistle, biniou
- Bruder Frank - basso elettrico, Chapman Stick